# Hugo Mancini
Hugo Ricardo Mancini (Esquina, 1931) es un político argentino, que se desempeñó a cargo del Poder Ejecutivo de la Provincia de Corrientes como Vicepresidente primero del Senado de la Provincia de Corrientes. Se desempeñó al frente de la Municipalidad de Esquina en diversas oportunidades, inicialmente como interventor nombrado por el gobernador, y luego como Intendente electo por voto popular.

## Biografía
Se casó con Elsa Fratti. Militó en el Pacto Autonomista - Liberal.
Fue Interventor de Esquina en 1962, entre 1963 y 1966, y fue elegido Intendente en 1973, siendo el primer intendente electo por voto popular del poblado. De aquella localidad, se desempeñó como Concejal. En la década de 1990 su esposa también fue elegida intendenta.
Se desempeñó en dos oportunidades como senador provincial. Siendo Vicepresidente primero del Senado de la Provincia, y ante la acefalía del poder debido a la falta de proclamación de un candidato como Gobernador y Vicegobernador por el Colegio Electoral tras la fuga de un elector, se hizo cargo del Poder Ejecutivo en 1991. Abandonó la conducción en 1992 ante la Intervención federal a cargo de Francisco de Durañona y Vedia.
Fue Ministro de Gobierno y Justicia de la Provincia de Corrientes durante la gestión de Pedro Braillard Poccard. Participó en la fundación del Partido Nuevo en 1997, por el cual su hija Eugenia sería electa Diputada provincial.